# 範例理論
範例理論是心理学中关于人类对物体和观念进行分类的一种建议。它认为，个人通过将新的心理刺激与已经储存在记忆中的实例进行比较来进行类别判断。储存在记忆中的实例就是 「範例」（Exemplar）。新的心理刺激將會被分配到與一个类别中，其依据是被分配的心理刺激与该类别中的一眾範例具有最大的相似性（相比於其它類別）。例如，该模型提出，人们通过在记忆中保持他们经历过的所有鸟类的集合来创建「鸟类」类别：麻雀、知更鸟、鸵鸟、企鹅等。如果一个新的心理刺激与这些存储的鸟类例子中的某些例子足够相似，那么人们就会将該心理刺激归入「鸟」类別。範例理論的各种版本导致了有关概念学习的思想简化，因为它们认为人们使用已经遇到的记忆来决定分类，而不是创造一个额外的、抽象的表徵總結。

## 外部連結
- Jeffrey N. Rouder and Roger Ratcliff: Comparing Exemplar- and Rule-Based Theories of Categorization （页面存档备份，存于）
- Werner, Christian; Rehkämper, Gerd, , Animal Cognition, 2001, 4: 37–48, doi:10.1007/s100710100090
- Gregory F. Ashby and Todd Maddox: Human Category Learning （页面存档备份，存于）
- Frank Jakel, Bernhard Scholkopf, and Felix A. Wichmann: Generalization and similarity in exemplar models of categorization: Insights from machine learning （页面存档备份，存于）